# Lunezia

Bandiera dell'associazione onlus Regione Lunezia. Il giallo simboleggia i campi di grano delle pianure, il verde la centralità dell'Appennino e il blu il mare con i porti e le spiagge dell'alto Tirreno (si tratta del mar ligure). Il cuore verde simboleggia la centralità strategica

Il termine Lunezia o Emilia-Lunense indica una area geografica italiana fra le province di La Spezia, Massa-Carrara, Parma, Piacenza, Reggio Emilia e Mantova, nonché di una parte di quelle di Cremona e di Lucca.

## Nascita del termine Lunezia
Il termine "Lunezia"  (dall'unione di Luni e La Spezia) fu coniato nel 1989 dal giudice Alberto Grassi durante una riunione dell'allora comitato promotore della nuova regione svoltasi al Passo del Lagastrello allo scopo di ripristinare l'identità amministrativa di alcune storiche regioni che attualmente ne sono prive: la Lunigiana, attualmente divisa tra Liguria e Toscana, e i territori che facevano parte dei ducati di Parma e Piacenza e di Modena e Reggio, ossia Emilia, Apuania e Garfagnana.

## Storia

### Dal 1815 al 1946

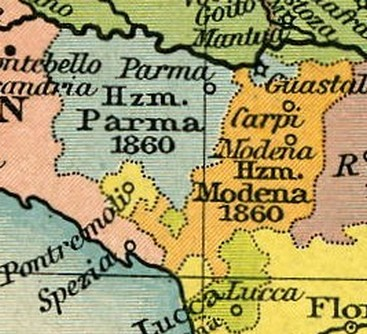
L'assetto politico dell'area dopo il Congresso di Vienna del 1815.

Durante il trattato di Fontainebleau del 1814 vi fu il progetto di unire i territori di Parma e Piacenza con la val di Magra e La Spezia, considerata il naturale sbocco al mare degli stati parmensi. A questo progetto però si oppose Talleyrand il quale temeva che la vicinanza della Spezia all'Isola d'Elba, luogo di detenzione di Napoleone Bonaparte, avrebbe favorito un eventuale tentativo della moglie, Maria Luigia nuova duchessa di Parma, Piacenza e Guastalla, per liberare il marito. La duchessa di Parma realizzerà in seguito la strada Parma-La Spezia, asse strategico di collegamento fra i porti dell'alto Tirreno e l'entroterra padano e più generalmente tra nord e sud d'Italia.
Il Congresso di Vienna del 1815 riprese i termini di pace già stipulati con il precedente trattato e ripristinò i ducati prenapoleonici; in particolare, al ramo dei Borbone di Parma, ai quali spettava legittimamente il ducato di Parma e Piacenza, venne affidato invece il piccolo ducato di Lucca con la clausola che, alla morte di Carlo Ludovico di Borbone, il ducato sarebbe stato assegnato al Granducato di Toscana. Successivamente, nel 1847 con il trattato di Firenze, l'alta val di Magra, comprensiva del circondario di Pontremoli e di Bagnone, con tre comuni della val di Taro, passò sotto il dominio degli stati parmensi con la denominazione di Lunigiana parmense, mentre nel 1829 la media valle e le città di Carrara e Massa avevano già formato una nuova provincia del ducato di Modena e Reggio.
Dopo la seconda guerra d'indipendenza italiana, con l'annessione al regno di Sardegna venne creata la regione "Emilia" (prendendo il nome dal termine accademico storico che definiva l'antica regione augustea Regio VIII). Nel 1859 il governatore di Modena e presidente dell'Emilia Luigi Carlo Farini (che aveva avuto l'incarico di gestirne l'annessione al Piemonte) suddivise il territorio della Lunigiana storica, con la creazione della provincia di Massa e Carrara comprendente la val di Magra e la Garfagnana, mentre La Spezia e la val di Vara, da secoli parte della Repubblica di Genova e dal 1814 del Regno di Sardegna, furono integrate alla provincia di Genova.
Successivamente negli anni 1861, 1888 e 1892, Pontremoli in passato parte del Ducato di Parma, chiese l'annessione a Parma, mentre Massa fin dal 1863 richiese una revisione dei confini. In effetti, la provincia di Massa-Carrara, nata dalla fusione dei territori della Lunigiana e dell'Alta Garfagnana, che avevano fatto parte del Ducato di Parma e Piacenza e del Ducato di Modena e Reggio, era stata in un primo tempo attribuita all'Emilia e solo a partire dal censimento del 1871 venne considerata come provincia toscana e non più emiliana. Nel 1923 quest'ultima provincia subì un drastico ridimensionamento territoriale, cedendo i comuni di Calice al Cornoviglio e Rocchetta di Vara alla provincia della Spezia in Liguria, mentre passò alla provincia di Lucca la Garfagnana (comprendente i comuni di Camporgiano, Careggine, Castelnuovo di Garfagnana, Castiglione di Garfagnana, Fosciandora, Gallicano, Giuncugnano, Minucciano, Molazzana, Piazza al Serchio, Pieve Fosciana, San Romano in Garfagnana, Sillano, Trassilico, Vagli Sotto, Vergemoli e Villa Collemandina).
Sempre sul finire dell'Ottocento, anche La Spezia chiese una revisione dei propri confini territoriali proponendo, senza successo, di unire il proprio territorio a quello di Massa Carrara. Ma nel 1923 quando fu creata la provincia della Spezia, venne esclusa da questa la val di Magra.

### Il progetto presentato all'Assemblea Costituente
a)    - vi furono terre nostre che furono "sassi annessi" pei Ducati: fu più un'ironia che altro, perché i Ducati fecero molto per la Lunigiana; ma certo per la ricca Toscana noi non diverremmo che dei "sassi annessi" senza valore economico e senza prestigio morale;
b)   - che Parma può trovare interessi nelle nostre spiagge, non certo Lucca che ha Viareggio e il Forte dei Marmi e Camaiore;
c)   - che il porto di Carrara ha molto più da temere da un porto a larghe vedute espansive come Livorno che non dalla Spezia che colla Parma-Spezia ha ben altro retroterra che Carrara;
d)   - che un avvenire non tanto lontano può, quando sorga un futuro possibile periodo di prosperità, associare La Spezia e il porto di Carrara per sviluppi concordati, mentre ciò sarebbe impossibile da concepirsi per Livorno;
e)   - che l'unione dei lavoratori del marmo della Versilia e quelli di Carrara creerebbe acuti problemi di dislivello economico che è savio evitare. Taluni obietteranno in cuor loro il rischio dei cambiati equilibri elettorali; queste sono cose difficili a discutersi; ma i più rispettabili interessi elettorali non saran certo salvati in una regione immiserita, lasciata in un angolo (come inutile e morta) da una ricca e vivida Toscana, che forte dei suoi centri non ha alcun interesse a espandersi
Nel luglio del 1946 la Commissione dei 75 propose l'istituzione delle Regioni ad autonomia ordinaria (Piemonte, Lombardia, Veneto, Liguria, Emiliana Lunense, Emilia e Romagna, Toscana, Umbria, Marche, Lazio, Abruzzi, Molise, Campania, Puglia, Salento, Lucania, Calabria) (art. 123 del progetto di Costituzione), demandando la decisione sulla definitiva individuazione di queste ultime al Plenum costituente. Il 17 dicembre 1946 ci fu un intervento favorevole alla creazione della regione emiliana-lunense di Pietro Bulloni.

Nell'ambito della Seconda Sottocommissione la proposta venne approvata il 18 dicembre 1946, indicando le seguenti 22 regioni: 

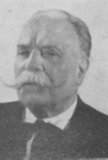
Giuseppe Micheli fu tra i primi a proporre la creazione di una regione emiliano-appenninica

Alla vigilia della Costituente, il senatore Giuseppe Micheli propose sul suo giornale La Giovane Montagna, una regione emiliano-lunense comprendente le province della Spezia, Modena, Parma, Piacenza, Reggio Emilia e il circondario di Pontremoli. Questa idea, durante l'Assemblea Costituente, ebbe l'appoggio di Carlo Sforza che chiese che nella istituenda regione venisse inclusa tutta la provincia di Massa Carrara sino a Montignoso, alla proposta si unirono però solamente altri nove deputati con il sostegno di tre Deputazioni provinciali.  La stessa provincia della Spezia inviò ai deputati quattro opuscoli per sostenere questo progetto amministrativo.
Ma nel febbraio del 1947 la questione venne riaperta dalla “Commissione dei 75” e su proposta di Nilde Iotti, che riferiva il parere del segretario del PCI Palmiro Togliatti, venne chiesta la sospensione di ogni decisione in merito, riservandosi di riprendere in esame il problema non appena in possesso degli ulteriori necessari elementi di giudizio. Dopo la crisi di governo del maggio 1947, si giunse al compromesso del 29 ottobre con l'ordine del giorno Targetti-Cevolotto-Grieco, che ritenne per il momento di non avere elementi sufficienti per procedere ad una seria determinazione delle circoscrizioni regionali secondo nuovi criteri, senza precludere «la possibilità di giungere ad un diverso assetto delle circoscrizioni regionali». Micheli, che nel luglio 1946 fu nominato ministro della marina nel governo De Gasperi, fu obbligato ad aderire all'ordine del giorno e all'articolo aggiuntivo di Costantino Mortati del 4 dicembre 1947, che consentiva entro cinque anni le modificazione delle circoscrizioni regionali e alla fine si decise di confermare la regione Emilia-Romagna.

Il Testo coordinato dal Comitato di redazione prima della votazione finale in Assemblea e distribuito ai Deputati il 20 dicembre 1947 recitava: 
Piemonte; Valle d'Aosta; Lombardia; Trentino-Alto Adige; Veneto; Friuli-Venezia Giulia; Liguria; Emilia-Romagna; Toscana; Umbria; Marche; Lazio; Abruzzi-Molise; Campania; Puglia; Basilicata; Calabria; Sicilia; Sardegna.»
(A.A.V.V.; Tante Italie Una Italia. Dinamiche territoriali e identitarie. Vol. I: Modi e nodi della nuova geografia, Edizioni Franco Angeli, 2011, pagg.30-32)

### Oggi
Nel 1999 i pochi sostenitori rimasti della creazione della Lunezia ridisegnarono idealmente i confini. In particolare, essi la indicarono composta da parte delle attuali province di Parma, La Spezia, Piacenza, Mantova, Reggio Emilia e Massa Carrara, la zona sud-est della provincia di Cremona comprensiva del capoluogo e la Garfagnana, attualmente in provincia di Lucca, escludendo la provincia di Modena che in passato era inclusa.

Mappa della Lunezia